# Sebastián Rodríguez (Fußballspieler)
Sebastián Rodríguez, vollständiger Name Sebastián Javier Rodríguez Iriarte, (* 16. August 1992 in Montevideo) ist ein uruguayischer Fußballspieler.

## Karriere

### Verein
Der 1,81 Meter große Mittelfeldakteur Sebastián Rodríguez stand zu Beginn seiner Karriere mindestens in der Saison 2010/11 im Kader des uruguayischen Erstligisten Danubio. Dort bestritt er in Apertura und Clausura (1/8) neun Spiele in der Primera División. Im Juli 2011 wechselte er nach Spanien und schloss sich UD Almería an. Dort trat er – abweichend vom bisherigen Verlauf seiner Karriere – mit dem Namen Iriarte auf dem Trikot an. Mitte 2012 entschied er sich jedoch zu seinem "alten" Namen zurückzukehren. Zu einem Einsatz bei der seinerzeit in der Segunda División antretenden Ersten Mannschaft kam er zunächst nicht. Jedoch bestritt der für UD Almería B in der Segunda B in der Spielzeit 2011/12 34 Partien (je nach Quellenlage zwei oder drei Tore) und wurde auch in der Folgesaison 26-mal (zwei Tore) dort eingesetzt. In der Spielzeit 2013/14 stand er zwölfmal in der Liga auf dem Platz (kein Tor). In der Spielzeit 2014/15 sind keine weiteren Einsätze für ihn verzeichnet. Zuletzt spielte er etwa seit Jahresmitte 2014 für den Schweizer Drittligisten FC Locarno, nachdem er aufgrund ausbleibender Gehaltszahlung seines spanischen Arbeitgebers den Vertrag aufgelöst hatte. Dort kam er elfmal (kein Tor) in der Liga zum Einsatz. Im Februar 2015 wurde von einem bevorstehenden Wechsel zum FC Schaffhausen berichtet. Anfang September 2015 wechselte er zurück nach Uruguay und schloss sich dem Erstligaaufsteiger Liverpool Montevideo an. In der Saison 2015/16 absolvierte er 26 Erstligaspiele und schoss zwei Tore. Anfang Juli 2016 begann er ein Engagement bei Nacional Montevideo. Er unterschrieb einen Vertrag mit zweieinhalb Jahren Laufzeit. Zum Gewinn des Landesmeistertitels in der Saison 2016 trug er mit neun Erstligaeinsätzen (kein Tor) bei. Nach Ablauf wechselte er nach Mexiko; seit 2020 spielt er bei CS Emelec in Ecuador.

### Nationalmannschaft
Rodríguez war Mitglied der von Fabián Coito trainierten uruguayischen U-15-Auswahl, die bei der U-15-Südamerikameisterschaft 2007 in Brasilien teilnahm und hinter dem Gastgeberland den zweiten Platz belegte. Er war Teil des Aufgebots der uruguayischen U-17 bei der U-17-Südamerikameisterschaft 2009 in Chile und bei der U-17-Weltmeisterschaft 2009 in Nigeria. Im WM-Turnier wurde er fünfmal eingesetzt. Einen Treffer erzielte er nicht.

### Erfolge
- U-15-Vize-Südamerikameister 2007
- Uruguayischer Meister: 2016